# Brasserie De Gouden Boom
La Brasserie De Gouden Boom (en néerlandais : Brouwerij De Gouden Boom) est une ancienne brasserie belge située dans le centre historique de Bruges en province de Flandre-Occidentale. Elle produisait principalement les bières d'abbaye Steenbrugge.

## Histoire
La présence de la brasserie De Gouden Boom dans le vieux Bruges (actuellement Verbrand Nieuwland) est attestée depuis 1455. Cette bâtisse a successivement abrité une brasserie et/ou une distillerie durant plus de cinq siècles.
En 1872, le bâtiment héberge une distillerie appelée "‘t Hamerken" lorsque Jules Vanneste en devient propriétaire. En 1889, la brasserie remplace définitivement la distillerie et garde le même nom. Jules Vanneste y brasse des bières de fermentation haute dont la réputation se diffuse rapidement en région brugeoise. En 1983, la brasserie prend le nom de "De Gouden Boom" signifiant L’Arbre d’Or qui était l'emblème de la ville de Bruges et qui fut attribué au vainqueur du tournoi organisé à l'occasion du mariage de Charles le Téméraire et de Marguerite d’York en 1468. 
En 2001, la brasserie rejoint le groupe brassicole Palm Belgian Craft Brewers et, en 2004, la production brassicole (bière d'abbaye Steenbrugge) est transférée à la brasserie Palm. La malterie a été conservée comme archéologie industrielle. Le musée de la bière est transféré à la brasserie De Halve Maan qui devient de facto la dernière brasserie de production du centre historique de Bruges.